# Frente Republicano (Zimbabue)
El Partido Frente Republicano (en inglés: Republican Front Party) o simplemente Frente Republicano o RF fue un partido político que existió en Zimbabue tras el renombramiento del Frente Rodesiano de Ian Smith. El cambio de nombre se produjo el 6 de junio de 1981, como un intento de distanciarse de las políticas segregacionistas que el partido había mantenido en el pasado. El 21 de julio de 1984, antes de llegar a disputar unas elecciones generales, el RF se renombró a Alianza Conservadora de Zimbabue. En ese momento, el partido, que tenía una membresía solo de blancos, pidió a los negros que se les unieran y se opusieran a las políticas del gobierno de Robert Mugabe.